# Naver
Naver (Hangul: 네이버) é um popular portal de busca da Coreia do Sul, com um market share superior a 70%, comparado com 2% do Google. O Naver foi lançado em junho de 1999 por ex-funcionários da Samsung, e estreou como o primeiro portal da Coreia do Sul a usar seu próprio motor de busca. Entre os recursos do Naver está a "Comprehensive Search" ("Pesquisa Abrangente"), lançada em 2000, que fornece resultados de várias categorias em uma única página. Desde então, tem agregado novos serviços, como a "Knowledge Search", lançada em 2002. Ele também oferece serviços de Internet, incluindo um serviço de notícias, um serviço de e-mail, um serviço de busca de teses acadêmicas e um portal para crianças. Em 2005, Naver lançou Happybean, o primeiro portal de doações online do mundo, que permite aos usuários encontrar informações e fazer doações para mais de 20.000 organizações da sociedade civil e de assistência social.